# Cornwells Heights (Pennsylvanie)
Cornwells Heights est une census-designated place située dans le comté de Bucks, dans l’État de Pennsylvanie, aux États-Unis. Lors du recensement de 2020, elle compte 1 251 habitants.